# Боровское (Белозерский район)
Боровское — село Белозерского района Курганской области. Административный центр Боровского сельсовета. Ранее также имела названия: деревня Боровая Карачта (Боровая Карашта) и село Карачтинское (Караштинское, Каращьтинское).

## География
Расположено на высоком увале над поймой реки Тобол, на границе леса и степи, где из соснового бора вытекает река Боровая (Карачта), в 12 км к востоку от райцентра с. Белозерского и в 48 км (57 км по автодороге) к северо-востоку от г. Кургана.

### Часовой пояс
Боровское, как и вся Курганская область, находится в часовой зоне МСК+2. Смещение применяемого времени относительно UTC составляет +5:00.

## Население
| 1763 | 1782 | 1795 | 1816 | 1834 | 1850 | 1858 |
| ---- | ---- | ---- | ---- | ---- | ---- | ---- |
| 226  | →226 | ↗264 | ↗308 | ↘294 | ↘286 | ↗337 |
| 1868 | 1893 | 1912 | 1926 | 1989 | 2002 | 2004 |
| ↗355 | ↗548 | ↗714 | ↗812 | ↗829 | ↘761 | ↘739 |
| 2010 |      |      |      |      |      |      |
| ↘644 |      |      |      |      |      |      |

Национальный состав
- По переписи населения 2002 года проживало 761 человек, из них русские — 95 %.
- По переписи населения 1926 года проживало 812 человек, все русские.

## Историческая справка

### Археологические памятники
В окрестностях села есть археологические памятники:
| Наименование                       | Местонахождение                             | Дополнительная информация |
| ---------------------------------- | ------------------------------------------- | ------------------------- |
| Курганный могильник «Боровое-I»    | В 1 км к северо-востоку от с.Боровского     |                           |
| Курганный могильник «Боровое-II»   | В 3 км к северо-западу от с. Боровского     |                           |
| Курганная группа «Урочище Чайка»-2 | В 5,2 км к юго-западу от с. Боровского      |                           |
| Курганная группа «Урочище Чайка»-3 | В 5 км к юго-западу от с. Боровского        |                           |
| Городище Боровое-1                 | В 1,2 км к юго-западу-западу от с. Борового |                           |
| Городище, поселение Боровое-2      | В 4,6 км к юго-западу от с. Боровского      |                           |
| Поселение Боровое-3                | В 2,1 км к юго-западу от с. Борового        |                           |

### История села
Село Боровское (Карачтинское) образовано между 1690 и 1710 годом беглыми крестьянами на берегу реки Карачты. Село носило такое же название, как и река, что в переводе с татарского означает черный камень, позднее село стали называть Боровой Карачтой, но со временем осталось название, которое оно носит сегодня. В «Переписной книге Тобольского уезда переписи тобольского „по выбору“ дворянина Василия Савича Турского» от 2 сентября 1710 года упомянуты деревни Карачинцова и Карачинцовых. Впоследствии, для различия их стали называть Боровая Карачта и Луговая Карачта (Луговая Карашта). Луговая Карачта также носила название Баитова (Старая Баитова).
В Ведомости Ялуторовского дистрикта Белозерской слободы от 25 января 1749 года указано, что в деревне Боровой 30 дворов, в которых крестьян, мужчин в возрасте от 18 до 50 лет — 50 человек, у них огнестрельного оружия было 4 винтовки (у Никона Шумкова, у Тимофея Урванцова, у Исака Низовитина и Пимана Стрижева).
Во время V ревизии (июнь 1795 года), село было центром Боровской волости Курганской округи Тобольского наместничества, а во время VI ревизии (март 1812 года) — входило в Белозерскую волость Курганского округа Тобольской губернии, со 2 июня 1898 года — Курганского уезда Тобольской губернии.
Ежегодно 20 июля и 30 января в селе устраивались торжки.
В июне 1918 года установлена белогвардейская власть.
К исходу 22 августа 1919 года, красный 269-й Богоявленско-Архангельский полк переправившись через Тобол у д. Корюкиной и Бочанцево окопался в полутора верстах от берега, прикрывая обе переправы. Оборонявшиеся здесь две сотни белого 6-го Исетско-Ставропольского казачьего полка и белый легкий стрелковый батальон, попытались безуспешно контратаковать из д. Глубокой. Под вечер, двинувшаяся вперед красная разведка, обнаружила белых в с. Боровском, где сосредоточилась Красноуфимско-Златоустовская партизанская бригада. 24 августа 1919 года началось отступление белых войск 2-й армии генерала Н. А. Лохвицкого по всему фронту. Наступавший на правом фланге бригады 269-й Богоявленско-Архангельский полк, 24 августа 1919 года без боя занял д. Меньшиково (ныне Нижнетобольное), Боровское, Масляная, Баитово.
1 сентября 1919 года началась последняя крупная наступательная операция Русской Армии адмирала А. В. Колчака. 28 сентября 1919 года начдив 27-й дивизии А. В. Павлов приказал, хотя бы удержать занимаемые позиции: комбригу Шеломенцеву — по линии д. Барашково — д. Камышное, Г. Д. Хаханьяну — д. Травное — с. Носково, И. Ф. Блажевичу — д. Акатьево — с. Боровское. На участке 3-й бригады Блажевича 242-й Волжский полк занимал позиции восточнее с. Марайского (ныне Мостовское), протянув свои позиции к северу до д. Молотово, где стоял 263-й Красноуфимский полк и кавдивизион из состава соседней 30-й красной дивизии. С рассветом, белая артиллерия из 6 орудий открыла огонь по с. Марайскому и вскоре, село атаковал белый 15-й Михайловский полк. Одновременно, д. Молотово атаковал белый 14-й Уфимский полк и части 1-й Екатеринбургской дивизии. Белая конница охватила фланги и стала прорываться в тыл 242-го полка. У красной артиллерии отсутствовали снаряды. Стоявшие по соседству части 1-й бригады 30-й дивизии, хотя и были более многочисленны, но помощи не оказали. Снявшись с позиции, 263-й Красноуфимский полк начал отступать на северо-запад по дороге на с. Шмаковское. Тогда 242-й Волжский полк, в котором осталось не более 250 штыков, оставил арьергард у д. Нюхалово (ныне Заозерная), стал отходить на с. Боровское, где находился и штаб комбрига Блажевича. За день, потери полков красной 3-й бригады составили 2 убитых и 8 пропавших без вести. К вечеру, красный 243-й Петроградский полк занимал позицию восточнее д. Глубокая, выставив заставу в д. Акатьево, а 242-й Волжский полк остановился на позиции у с. Боровское, выставив заставу у кордона по дороге на д. Нюхалово. В д. Баитово и д. Масляная, стояли 4 роты и эскадрон из 263-го Красноуфимского полка, еще 2 его роты остановились на дороге из д. Мокино в д. Шмаково, а кавэскадрон остановился на перекрестке Суерское — Молотово — Шмаково. К вечеру 29 сентября 1919 года, не принимая боя, 242-й Волжский полк снялся с позиции и покинул с. Боровское, отойдя к д. Масляной. Высланная на рассвете 30 сентября разведка, противника не обнаружила и батальон 242-го Волжского полка, вернувшись назад, вновь занял с. Боровское. Днем 30 сентября 1919 года красные полки отошли за Тобол.
13 октября 1919 года в штаб 27-й дивизии пришел приказ командарма о наступлении. В ночь на 14 октября 1919 года, они перешли в наступление по всему фронту. С боем заняв д. Глубокую и выбив оборонявшийся здесь белый 16-й Татарский полк, красноармейцы двинулись дальше, по дороге на д. Боровское. Наткнувшись на укрепленные позиции белых с западной стороны деревни Боровское и окопы, тянущиеся восточнее дороги на д. Дианово, красные остановились в 2-3 километрах от нее. В течение суток, красные полки 1-й бригады Г. Д. Хаханьяна, не продвинулись дальше этой линии. На рассвете 15 октября два батальона красного 235-го Невельского полка после ожесточенного боя, при помощи обходного маневра, заняли д. Боровское. 15-й Михайловский полк должен был отойти. Из-за потерь, он был сведен в 3 роты, которые насчитывали: 1-я — 32 штыка, 2-я — 50 штыков, 3-я — 100 штыков. На вооружении стрелков имелось 5 пулеметов. Здесь же воевал 6-й Оренбургский казачий полк (4 сотни по 70-80 сабель и по 2 пулемета) с двумя конными батареями по 2 орудия в каждой. Стремясь восстановить положение, начдив Петров, срочно двинул на этот участок из д. Акатьево резервный 14-й Уфимский полк с 3 орудиями 3-й Самарской батареи. Он должен был ударить в тыл красным на д. Глубокая. Обнаружив этот маневр, командир красного 235-го полка Крейсберг, направил 4 своих роты из д. Боровское на д. Глубокая, что бы обеспечить свой тыл. После боя, белый 14-й Уфимский полк в беспорядке отошел на д. Зюзино, потеряв убитыми 3 офицеров, в том числе капитана Зайцева, а так же 7 офицеров раненными. Одержав эту победу, Крейцберг сосредоточил основные силы 235-го Невельского полка в д. Глубокое, откуда стал развивать наступление на д. Зюзино. Белые 14-й Уфимский и 15-й Михайловский полки вновь начали наступать на д. Боровское. Они выбили оставленные там две роты красноармейцев 235-го полка. На помощь своим, поспешили три роты из соседней 1-й бригады красной 30-й дивизии, чей правофланговый полк дрался у д. Баитово. Силами пяти рот, красные перешли в контрнаступление и д. Боровское вновь была ими занята. Тогда, в бой на этом направлении, по приказу командарма Сахарова, была брошена и часть 12-й Уральской дивизии. Начдив выделил на помощь соседям всего лишь одну роту из 47-го Тагильско-Челябинского полка (50 штыков). Вместе с сотней 6-го Оренбургского казачьего полка, она двинулась по дороге на д. Боровское, чтобы при повторном наступлении атаковать красных с северо-востока. После обеда, белые 15-й Михайловский и 16-й Татарский полки, усилив свои ряды сотней спешившихся казаков и прикрыв фланги кавэскадроном, атаковали д. Боровское с востока и после ожесточенного боя, вновь заняли ее. Тогда красные, пользуясь своим преимуществом в силах, контратаковали белых с обходом их флангов. Под угрозой охвата, белый 15-й Михайловский полк отошел из д. Боровское на Кордон (на дороге из Дианово в 10 километрах от Нюхалово). Этот отход, поставил под угрозу весь левый фланг 12-й Уральской дивизии. Чтобы красные его не обошли, начдив генерал Бангерский, выдвинул сюда единственную имевшуюся у него в резерве часть — 12-й Уральский инженерный дивизион. Саперы окопались в 500 метрах от позиции красных. В результате за день, д. Боровское три раза переходила из рук в руки. Все белые полки, участвовавшие в бою, понесли большие потери. Со слов взятых в плен у д. Боровское белых солдат, 14 октября в 4-ю Уфимскую дивизию прибыло 347 человек пополнения. Из них, 80 человек были направлены в 16-й Татарский, 103 человека — в 15-й Михайловский, 84 человека — в 14-й Уфимский и 80 человек — в 13-й Уфимский полки. Все прибывшие, были только что мобилизованными крестьянами Утчанской волости, в возрасте от 43 до 47 лет, совершенно не обученными и не обмундированными. Ночью на 17 октября 1919 года красный батальон 235-го Невельского полка с двумя орудиями 1-й Особой батареи двинулся в авангарде частей 1-й бригады 30-й дивизии, из д. Боровское на Кордон (6 километров восточнее Боровского по дороге на Носково). Стоявшие здесь белые 15-й Михайловский (200 штыков, 15 пулеметов) и 16-й Татарский (300—350 штыков, 12 пулеметов) полки, были выбиты и отошли на д. Нюхалово. Севернее их отступал 6-й Исетско-Ставропольский оренбургский казачий полк. К вечеру 20 октября 1919 года 235-й Невельский полк с боем занял с. Носково.
В 1919 году образован Боровской сельсовет.
После упразднения волостей постановлениями ВЦИК от 3 ноября и 12 ноября 1923 года сельсовет вошёл в Белозерский район, с 1 февраля 1963 года — в Варгашинском сельском районе, с 3 марта 1964 года — в Кетовском сельском районе. Указом Президиума Верховного Совета РСФСР от 12 января 1965 года образован Белозерский район.
В годы советской власти жители села работали в колхозе «Заря».
1949 году в селе Боровском открылся кирпичный цех. Ныне закрыт.

## Общественно-деловая зона
В 1986 году установлен мемориальный ансамбль павшим воинам в годы Великой Отечественной войны. В центре, на постаменте с изображением ордена Отечественной войны установлена скульптура солдата. На заднем плане установлена композиция в форме трех приспущенных стягов, на которых закреплено изображение скорбящей женщины и надпись «1941—1945». Рядом расположены 8 плит с фамилиями земляков, погибших в годы войны.
В июле 1949 года были открыты Боровские ясли, ныне муниципальное казенное дошкольное образовательное учреждение «Белозерский детский сад № 2».
В 1963 году в селе появилась школа, ныне муниципальное казенное общеобразовательное учреждение «Боровская средняя общеобразовательная школа».

## Церковь
Время постройки первого храма в селе Карачтинском, Пророко-Ильинской церкви, неизвестно, но не позднее 1758 года.
В 1798 году в селе построен деревянный храм с двумя престолами: во имя Святого Пророка Божия Илии и Трех Святителей: Василия Великого, Григория Богослова и Иоанна Златоуста.
В годы советской власти храм закрыт, в здании разместили клуб. Ныне здание не сохранилось.
Поклонный крест на месте Карачтинской Пророко-Ильинской церкви освящен 2 августа 2010 года священником Виктором Велеговым.